# Autoestrada do Sul

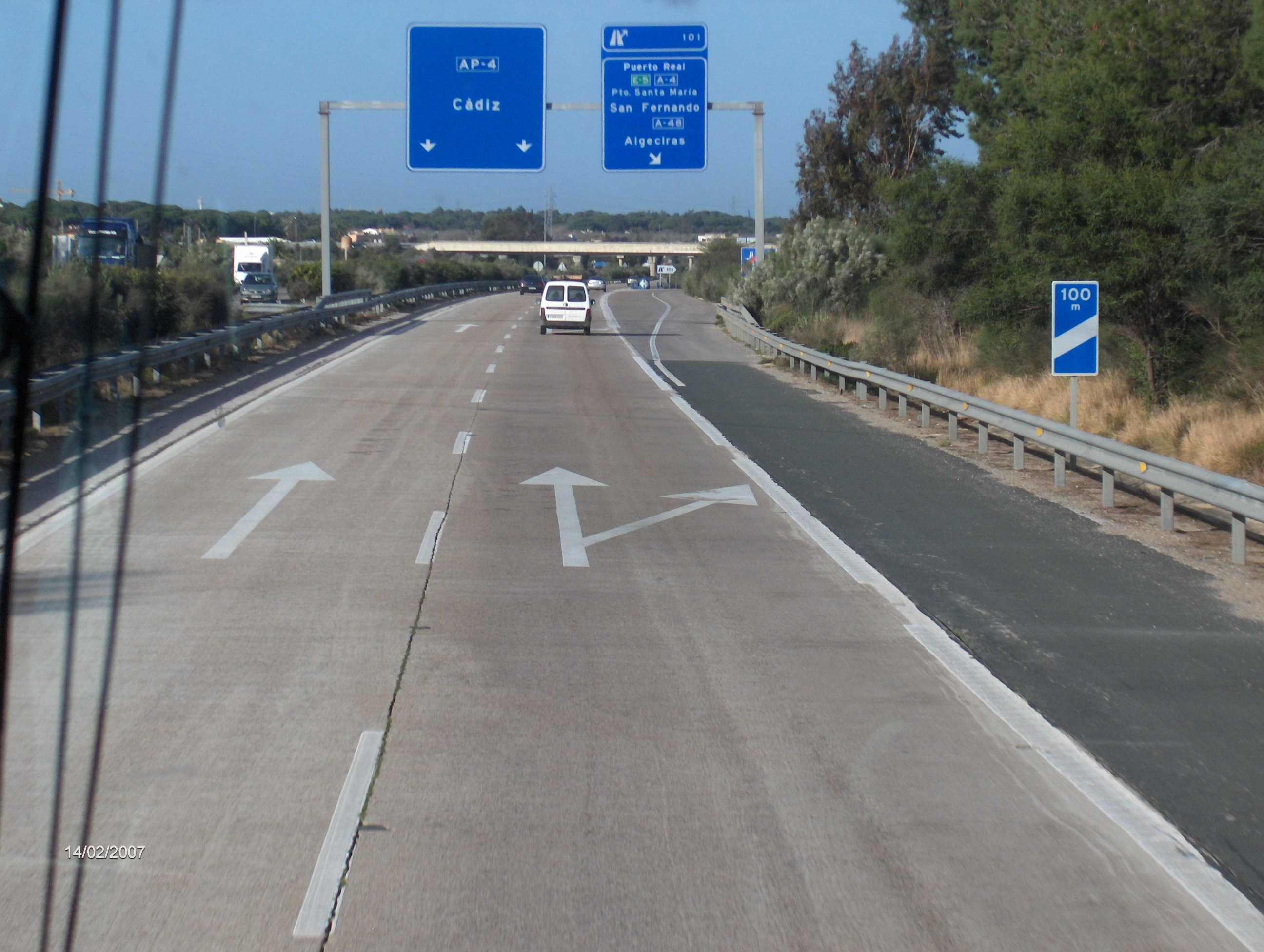
Autoestrada perto da cidade de Cádiz

A AP-4, ou Autoestrada do Sul (Autopista del Sur), é uma autoestrada portajada a partir da A-4 que constitui a continuação a esta e última autoestrada em que é recorrido pela A-4. Não condunfir a A-4 com a AP-4.
A AP-4 começa em Sevilla próximo de Dos Hermanas aproximadamente no quilómetro 560 da A-4 e termina na N-443 em Cádiz, é paralela à estrada N-IV. É a via mais directa desde da Baia de Cádiz, a capital andalusa, e também mais directa (junto à  A-381 ) para ligar Cádiz e Sevilla desde da baia de Algeciras.